# 16788 Alyssarose
16788 Alyssarose este un asteroid din centura principală de asteroizi.

## Descriere
16788 Alyssarose este un asteroid din centura principală de asteroizi. A fost descoperit pe 3 ianuarie 1997 la Ōizumi de Takao Kobayashi. Asteroidul prezintă o orbită caracterizată de o semiaxă mare de 3,17 ua, o excentricitate de 0,14 și o înclinație de 2,4° în raport cu ecliptica.